# 小行星1020
小行星1020（1020 Arcadia）是一颗主带小行星，由卡爾·威廉·萊茵姆特在1924年5月7日於海德堡發現的。
該小行星以希臘的歷史地區阿卡迪亞命名。